# Eva Vodičková
}}
Eva Vodičková (Prága, 1945 körül) szlovák származású prágai, majd bécsi filmszínésznő, fotómodell és manöken. Édesanyja felvidéki magyar volt.

## Pályafutása
Első főszerepét egy hazai játékfilmben, Rózsa János Bűbájosok című melodramatikus vígjátékában alakította, amelyet 1969-ben forgattak és ’70-ben mutattak be. Rózsa egy NSZK–osztrák koprodukcióban készült sorozat, a Franz Antel rendezte Susanne budapesti forgatásakor figyelt fel a magyarul is jól beszélő, rendkívül csinos lányra, és a sikeres próbafelvétel után őt kérte fel a főszerepre.
Első három filmjében – amelyből kettő gyerekfilm volt, a Susanne-nak pedig Tordai Teri a főszereplője – csak viszonylag kis szerepet kapott, míg a Bűbájosokban M néven önmagát, a Manökent alakítja, olyan partnerekkel, mint Balázsovits Lajos, Bárdy György, Benkő Gyula, Bujtor István, Garas Dezső, Koós János, Halász Judit, Koncz Zsuzsa, Várkonyi Zoltán és a gyermekszínész Kassai Tünde. A filmelőzetesben  Vodičková elmondta, hogy a színészi mesterségbe igazából Halász Jutka avatta be, akivel jó barátnők lettek. Az akkoriban újszerű színestechnikákat és effekteket alkalmazó Bűbájosok operatőre Kende János és Lőrincz József volt, zenéjét Szörényi–Bródy szerezte (Bródy a film végén színészként is feltűnik, mint M alkalmi táncpartnere). A színesben történő forgatáshoz Vodičková ragaszkodott, mondván, hogy Nyugaton már nem vevők a fekete-fehér játékfilmekre. A jelentős költségvetésű mozi végül nem lett siker. A korabeli hazai kritikák zöme alaposan lehúzta a Bűbájosokat, csak az operatőri munka, a tájképi komponálás, a színvilág, a hatásos effektek és a filmzene kapott méltatást. Pálfy G. István például ezt íra filmkritikájában: „...Éva Vodicková szép és bizonyára nagyszerű maneken, de ez senkit sem predesztinál filmszerepre, őt sem.” Rózsa János rendező 2017-ben erről így nyilatkozott: „(...) elszúrtam a szereposztást, mert fontosnak tartottam, hogy a főszereplő természetesen viselkedjen a foglalkozása gyakorlása közben, ezért egy cseh manökent hívtam a filmbe, aki bár szép volt, de nem rendelkezett azzal kisugárzással, amivel kellett volna.”
Vodičková már a 60-as években is gyakran tartózkodott Bécsben, ahol fotómodell és manöken volt, majd a 70-es évek elején végleg ott telepedett le, Antel oldalán, akinek néhány további filmjében Eva Basch néven játszott főszerepet. Később eltűnt a nyilvánosság elől, alakításai feledésbe merültek.

## Filmjei
- Neobyčejná třída (A különleges osztály)[6] (1965 – ifjúsági film)
- Automat na přání (Kívánság-automata)[7] (1967 – ifjúsági film)
- Susanne, die Wirtin von der Lahn (1967)
- Bűbájosok (1969)
- Frau Wirtin hat auch eine Nichte (1969)
- Einer spinnt immer (1971)
- Außer Rand und Band am Wolfgangsee (1972)
- Sie nannten ihn Krambambuli / Was geschah auf Schloß Wildberg? (1972)
- Die lustigen Vier von der Tankstelle (1972)